# Cân bằng dịch cơ thể

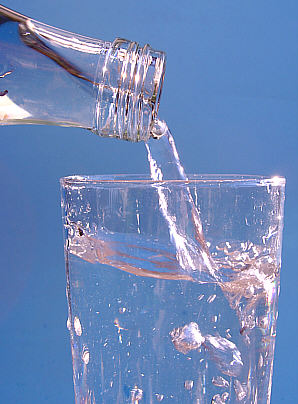
Nước là tối quan trọng trong cân bằng dịch cơ thể

Cân bằng dịch cơ thể là một khía cạnh của cân bằng nội môi của sinh vật, trong đó lượng nước trong cơ thể cần phải được kiểm soát, thông qua quá trình điều hòa thẩm thấu và thay đổi hành vi, chẳng hạn như nồng độ các chất điện giải (muối trong dung dịch) trong các dịch cơ thể khác nhau. Nguyên tắc cốt lõi của sự cân bằng dịch thể là lượng nước bị mất khỏi cơ thể phải bằng với lượng nước được lấy vào; ví dụ, ở người, lượng nước thoát ra (thông qua hô hấp, mồ hôi, tiểu tiện, đại tiện, và đờm) phải bằng lượng nước nhận vào (thông qua ăn uống, hoặc bằng đường tiêm). Lượng nước lấy vào ở từng người là khác nhau do điều kiện môi trường hoặc thể chất. Thuật ngữ euvolemia chỉ trạng thái khi thể tích các dịch cơ thể là bình thường, bao gồm thể tích máu, thể tích dịch kẽ, và thể tích dịch nội bào; hypovolemia và hypervolemia dùng để chỉ sự mất cân bằng. Nước là cần thiết cho mọi sự sống trên Trái đất. Con người có thể tồn tại trong 4-6 tuần mà không có thức ăn nhưng chỉ trong một vài ngày không có nước.
Đổ mồ hôi có thể làm tăng nhu cầu thay thế các chất điện giải. Mất cân bằng nước-chất điện giải gây đau đầu và mệt mỏi nếu nhẹ; bệnh nếu vừa phải, và đôi khi thậm chí tử vong nếu nặng. Ví dụ, nhiễm độc nước (dẫn đến hạ natri máu), xảy ra khi tiêu thụ quá nhiều nước quá nhanh, có thể gây tử vong. Nếu giảm lượng nước trong cơ thể dẫn đến giảm thể tích và mất nước. Tiêu chảy là mối đe dọa đối với cả lượng nước và mức độ điện giải của cơ thể, đó là lý do tại sao các bệnh gây tiêu chảy là mối đe dọa lớn đối với sự cân bằng dịch thể.